# Andrés Gabriel Ferrada Moreira

Wappen von Andrés Gabriel Ferrada Moreira

Andrés Gabriel Ferrada Moreira (* 10. Juni 1969 in Santiago de Chile) ist ein chilenischer Geistlicher und Kurienerzbischof der römisch-katholischen Kirche.

## Leben
Andrés Gabriel Ferrada Moreira wurde am 24. Oktober 1998 zum Diakon geweiht und empfing am 3. Juli 1999 in der Metropolitankathedrale von Santiago de Chile durch den Erzbischof von Santiago de Chile, Francisco Javier Errázuriz Ossa, das Sakrament der Priesterweihe. Nach weiterführenden Studien wurde er 2006 an der Päpstlichen Universität Gregoriana in Rom mit der Arbeit Nacimiento de Moisés. Historia y Teología („Die Geburt Mose. Geschichte und Theologie“) zum Doktor der Theologie promoviert.
Neben Tätigkeiten in der Pfarrseelsorge war Andrés Gabriel Ferrada Moreira als Studienpräfekt am Päpstlichen Priesterseminar Mayor de los Santos Ángeles Custodios in Santiago de Chile tätig. Ab 2018 war er Mitarbeiter der Kongregation für den Klerus.
Am 8. September 2021 ernannte ihn Papst Franziskus zum Titularerzbischof von Tiburnia und mit Wirkung zum 1. Oktober desselben Jahres zum Sekretär der Kongregation für den Klerus. Papst Franziskus spendete ihm und Guido Marini am 17. Oktober desselben Jahres im Petersdom die Bischofsweihe; Mitkonsekratoren waren der emeritierte Präfekt der Kongregation für den Klerus, Beniamino Kardinal Stella, und der Präfekt der Kongregation für den Klerus, Kurienerzbischof Lazarus You Heung-sik.
Am 18. Mai 2024 ernannte ihn Papst Franziskus außerdem zum Mitglied des Dikasteriums für die Bischöfe sowie zum Mitglied der Sektion für die Erstevangelisierung und die neuen Teilkirchen im Dikasterium für die Evangelisierung.

## Schriften (Auswahl)
- Verdad absoluta desde el libro del Éxodo: el nombre divino. In: Teología y Vida. Band 49, Nr. 1–2, 2008, S. 143–156.
- Teología e historia en el Antiguo Testamento. In: Teología y Vida. Band 52, Nr. 3, 2011, S. 369–389.
- La mediación de Moisés: autoridad e historia. In: Teología y Vida. Band 54, Nr. 3, 2013, S. 575–596.